# Inge Danielsson
Inge Danielsson (Bromölla, 1941. június 14. – Åhus, 2021. június 30.) válogatott svéd labdarúgó, csatár.

## Pályafutása

### Klubcsapatban
1961 és 1966 között az Ifö Bromölla IF, 1967-ben a Helsingborgs IF labdarúgója volt. 1968–69-ben a holland Ajax csapatában szerepelt, ahol egy holland bajnoki címet szerzett és tagja volt a BEK-döntős csapatnak. 1969 és 1972 között ismét a Helsingborgs, 1973-ban az IFK Norrköping játékosa volt. 1974–75-ben a Bromölla csapatában fejezte be az aktív labdarúgást.

### A válogatottban
1966 és 1971 között 17 alkalommal szerepelt a svéd válogatottban és nyolc gólt szerzett.

## Sikerei, díjai
Ajax
- Holland bajnokság (Eredivisie)
  - bajnok: 1967–68
- Bajnokcsapatok Európa-kupája (BEK)
  - döntős: 1968–69